# For You, for Me Tour
For You, for Me Tour, —en español: Para ti, para mí— también conocido como KylieUSA2009, es la undécima gira realizada por la cantante australiana Kylie Minogue. Esta gira marca su primera gira en América del Norte. En 2002, hizo una breve gira por los EE. UU. con Jingle Ball (un concierto producido por KIIS-FM), después de concluir KylieFeverTour 2002.

## Acerca de la gira
Con el anuncio de su anterior gira, comenzaron a extenderse algunos rumores sobre su visita a América del Norte. No se anunció fecha alguna. La visita se anunció oficialmente a través de Billboard el 6 de mayo de 2009. Minogue dijo "he querido hacer una gira en Estados Unidos y Canadá desde hace años y sabemos que los fans han estado esperando mucho tiempo para ello. Me emociona la oportunidad,  que por fin ha llegado." Bill Silva (Director General del proyecto), declaró: "Kylie tiene una exitosa carrera fuera de América del Norte, por lo que ha tomado bastante tiempo  encontrar una ventana en su calendario para los EE.UU. y Canadá. Los fanáticos norteamericanos serán recompensados realizando un espectáculo exclusivo para ellos."

## Repertorio
El repertorio de la gira fue publicado en Pérez Hilton el 25 de septiembre de 2009 en el sitio web. La lista que estaba escrita a mano por Minogue. Se publicó un video en YouTube donde se muestra los ensayos para su presentación del 30 de septiembre. En aquel material de multimedia se observa el ensayo de su sencillo Red Blooded Woman y Wow, con diferentes vestuarios y desplazamiento escénico.

### Estructura del escenario
Siguiendo los pasos de KylieX2008, las proyecciones de video se mantuvieron en algunas canciones, mientras las pantallas de proyección aumentaron y ocuparon todo el campo visual. Se añadieron una pequeña escalinata con bordes de proyección y más luces, produciendo un escenario más cargado y estrambótico.

#### Antes del show
- Speakerphone (Animación) — Vídeo ganador del concurso, solamente presentado en el concierto de Hollywood. El vídeo pertenece al pintor y modelo húngaro Rudolf Pap, que se presentó en un tremenda pantalla. Se caracteriza por una animación de una Kylie muy sensual, que "hechiza" a los hombres  hasta convertirlos en estatuas. Andrés Velencoso, exnovio de Minogue, aparece en la animación como "una víctima de su hechizo".

#### Acto 1
En este acto, hace una aparición bajando de un cráneo (hizo su aparición en el apertura del acto Xposed del tour KylieX2008), donde sobre él está parada Minogue. Un juego aparatoso de luces acompaña el ambiente. Seguido, entran en escena los hombres con trajes herméticos emulando el acto "Silvanemesis" del KylieFeverTour 2002. Minogue hace una intervención diciendo "Mi nombre es Kylie" causando histeria en muchos espectadores. Kylie estaba ataviada en un vestido brillante y sólo en la primera canción usa 2 estolas de plumas azules con estrellas y rosas emulando su vestuario de apertura en Showgirl: The Greatest Hits Tour y Showgirl: Homecoming Tour, con la cabeza coronada de un sistema planetario.

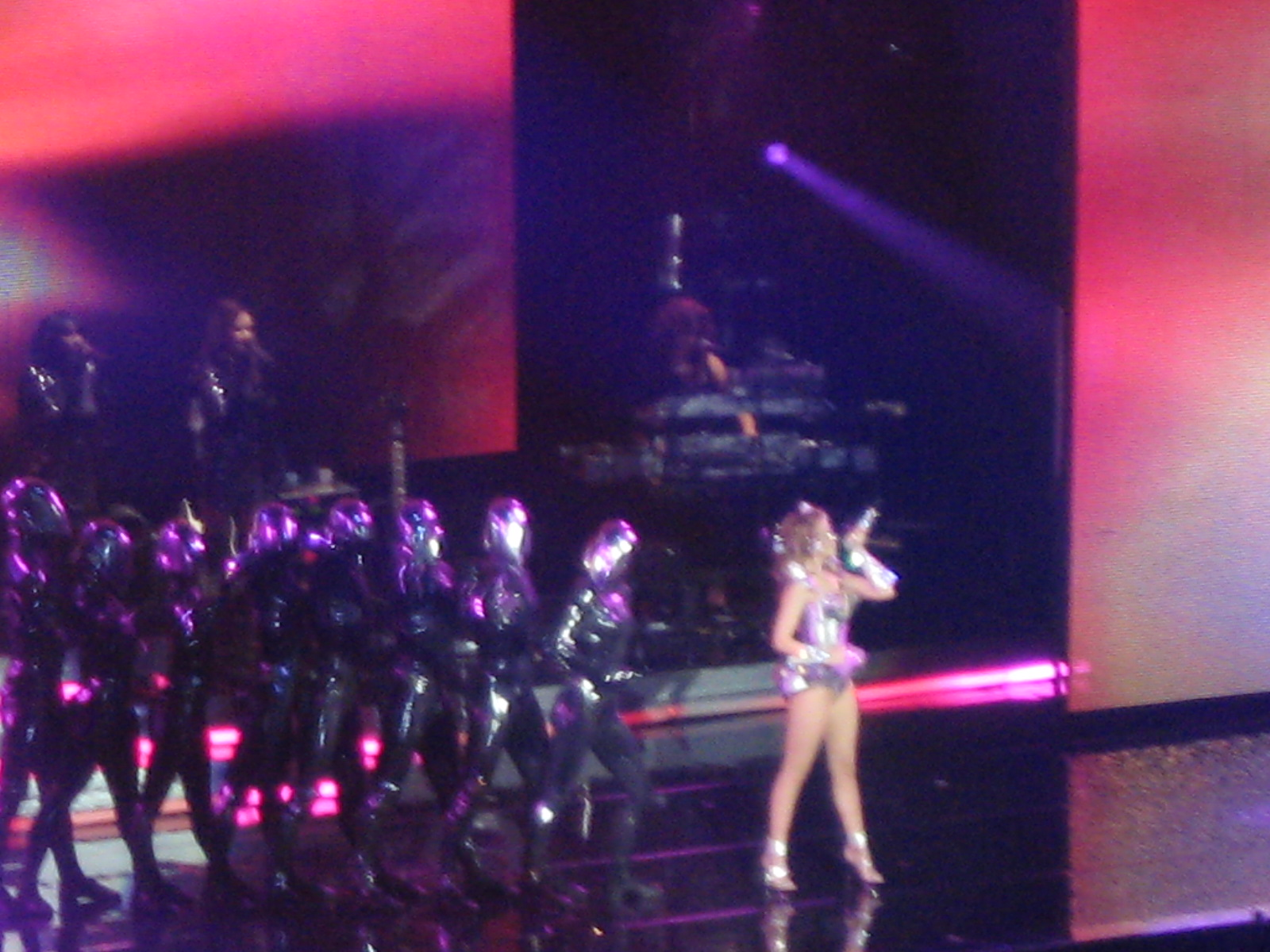
Minogue cantando Speakerphone.

- Apertura
- Light Years
- Speakerphone (Techno mix)
- Come Into My World
- In Your Eyes

#### Acto 2 —Everything Taboo Medley/Todo es Tabú
Se usa un medley casi idéntico al usado en Showgirl: The Greatest Hits Tour y Showgirl: Homecoming Tour (2005-2007) con ligeros cambios al final. Las pantallas muestran las mismas proyecciones presentadas en el mencionada gira de 2006. Se muestra símbolos como un smiley, el signo de paz hippie e incluso la letra de las canciones.
- "Shocked" (contiene extractos de: "Do You Dare?", "It's No Secret", "Give Me Just a Little More Time", "Keep on Pumpin' It" y "What Kind of Fool (Heard All That Before)")
- "What Do I Have to Do?" (contiene extractos de "Over Dreaming (Over You)")
- "Spinning Around" (contiene extractos de "Step Back In Time" con elementos de "Finally", y "Such a Good Feeling")
- "Better Than Today" (Nueva canción; declaración de Minogue confirma como canción de su undécimo álbum)

#### Acto 3

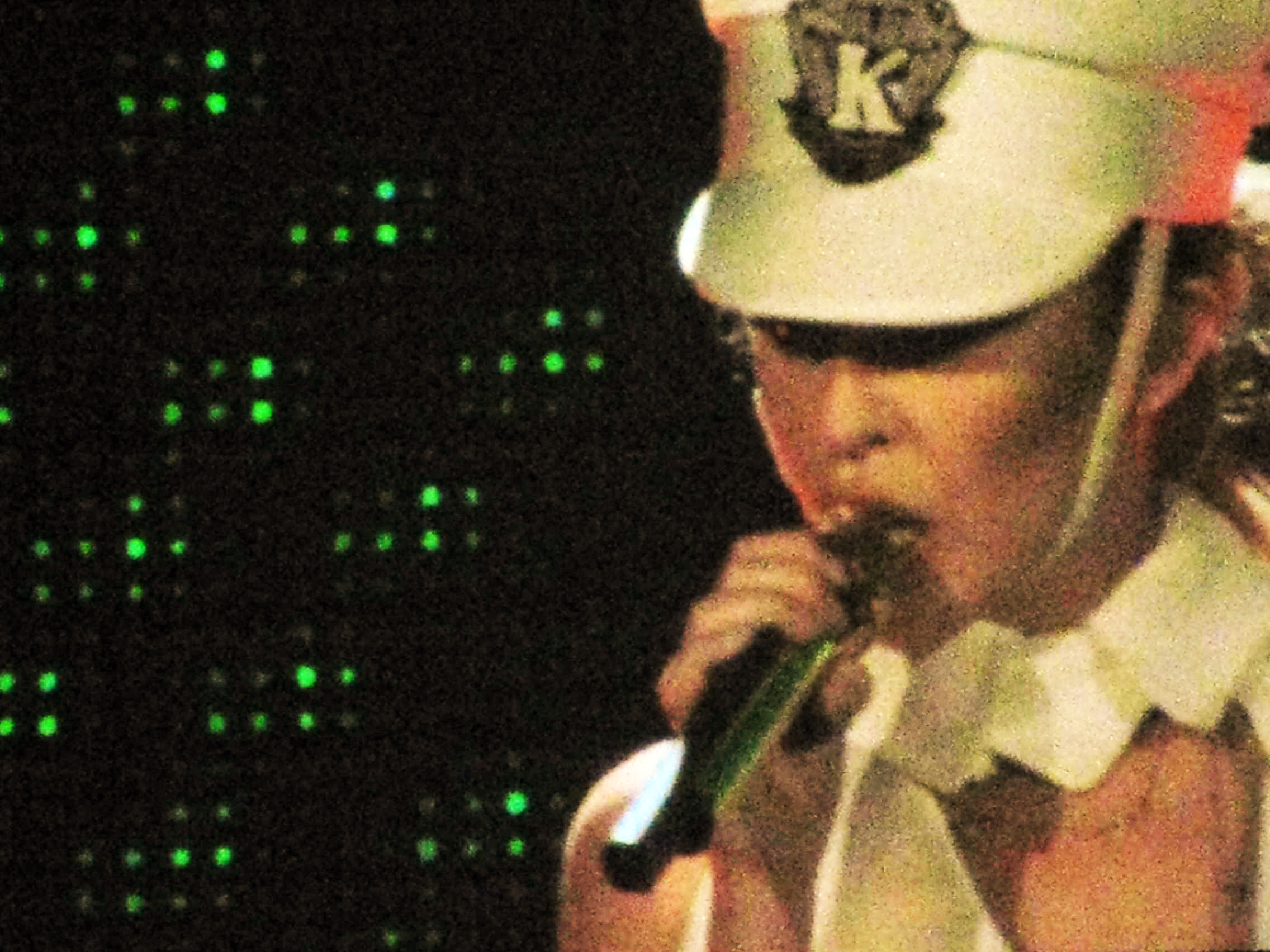
Minogue cantando Like A Drug.

Kylie está ataviada con el mismo traje usando en el acto Xposed de su tour anterior KylieX2008. La diferencia que el traje se tornó completamente blanco.
- "Like A Drug"
- "Can't Get You Out Of My Head" (contiene de introducción a "Boombox")
- "Slow"
- "2 Hearts"

#### Acto 4
El desplazamiento escénico de Red Blooded Woman es igual realizado en Showgirl: The Greatest Hits Tour, pero con diferentes vestimenta y arreglo ambiental. Solo se presenta el intro de Heart Beat Rock y antes de empezar se fusiona con Wow, estas dos últimas mantienen sus proyecciones usadas en KylieX2008 con algunas modificaciones al inicio.
- "Red Blooded Woman" (contiene fragmentos de "Where The Wild Roses Grow")
- "Heart Beat Rock" / "Wow"

#### Acto 5 — Sunset Boulevard/El Ocaso de una Vida

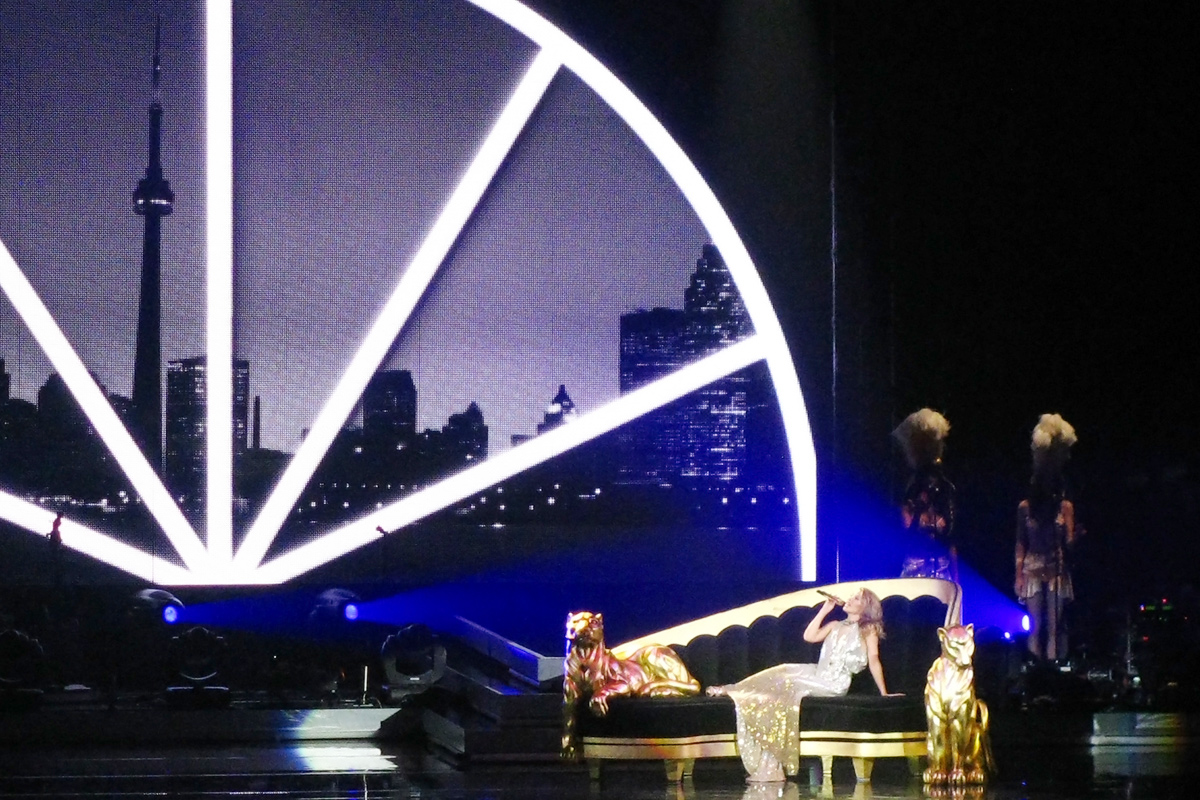
Minogue cantando en un concierto realizado en Toronto, en el acto "Sunset Boulevard/El Ocaso de una Vida".

Minogue está sentada en un inmenso sillón lujoso, mientras la proyección muestra un gran ventanal con el letrero de Hollywood de fondo. En la interpretación de Confide in Me, existe elementos basados en su video musical Chocolate, como las bailarinas de ballet y un personaje masculino, simulando el acto Denial del Showgirl: The Greatest Hits. En la versión instrumental de White Diamond se mostró proyecciones de video, mientras se escuchan citas populares de diferentes películas con la voz de Minogue: El Mago de Oz (1939), Casablanca (1942), Un Tranvía llamado Deseo (1951), El Ocaso de una Vida (1950), La Malvada (1950), Beyond the Forest (1949) y Mommie Dearest (1981), como Marilyn Monroe, Bette Davis, Katharine Hepburn y Jayne Mansfield. Entre las citas que se escucha, en orden respectivo, son: "Toto, tengo la sensación de que no estamos en Kansas", "Nunca se quejan, nunca se explican", "Toca A medida que el tiempo pasa", "Soy grande. Son las películas las que se han hecho pequeñas", "No hay lugar como el hogar", "¡Qué vertedero!", "Ajusten sus cinturones. Va a ser una noche algo movida.", "Ya ves, mi vida es esto. Sólo esto. Nada más. Sólo nosotros, las cámaras y la maravillosa gente allá en la oscuridad... De acuerdo, señor De Mille, estoy lista para mi primer plano" y "¡Nunca hay perchas de alambre!".
El repertorio de este acto constituye:
- "White Diamond Theme" (instrumental)
- "White Diamond" (Versión balada)
- "Confide in Me"
- "I Believe in You" (Versión balada)

#### Acto 6

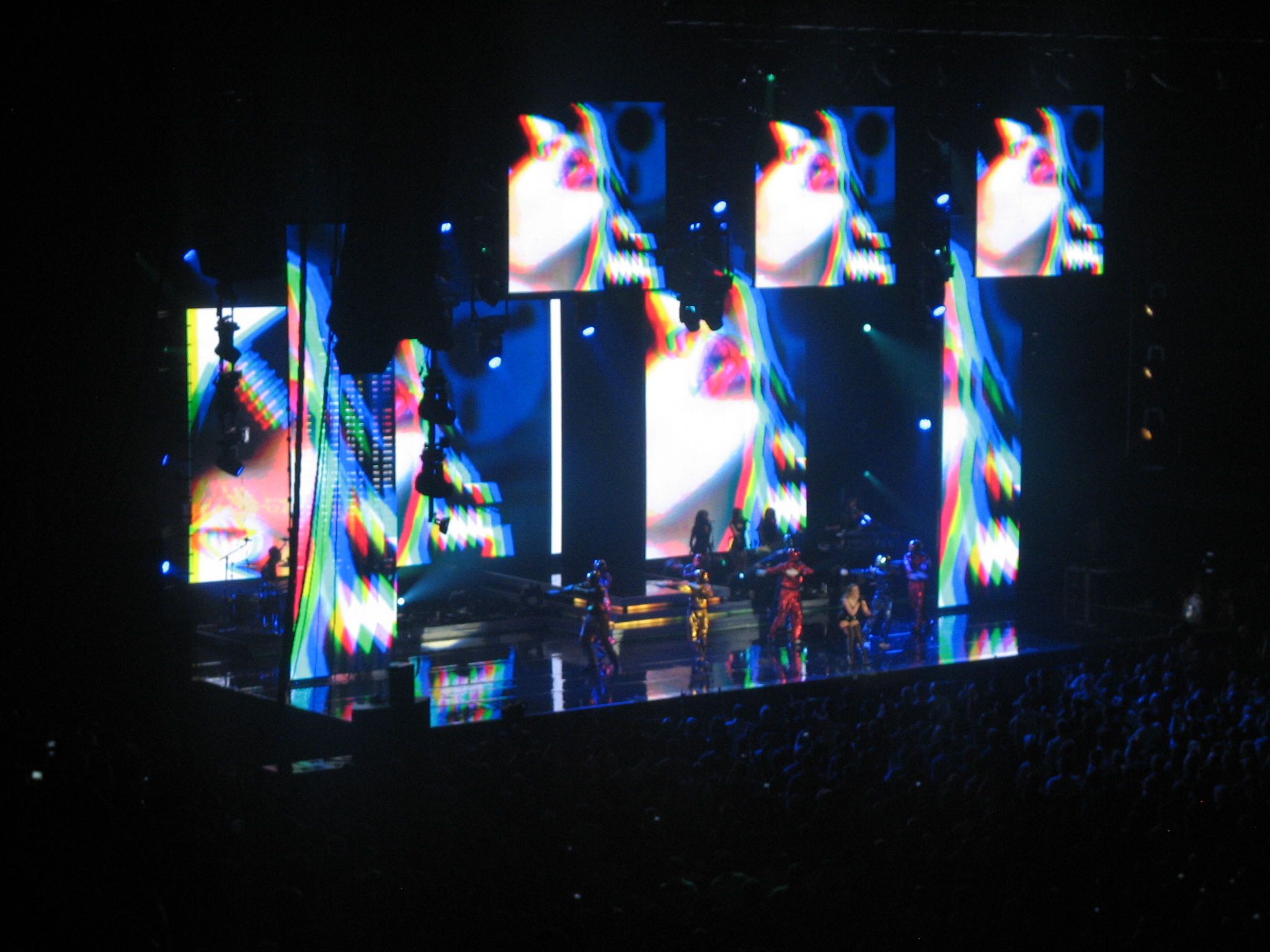
Minogue en plena actuación cantando In My Arms en Toronto.

Las pantallas de proyección ocupan completamente el campo visual, mostrando una proyección de video de Burning Up usado en Showgirl: Homecoming Tour. La pantalla rectangular que está en primer plano del escenario se divide en dos y muestra a Minogue, continuando con la música. El traje de Kylie es una alusión a un ave negra, con alas detrás de la cabeza, similar al usado en la interpretación de Spinning Around en An Audience with... Kylie. (2001)
- "Burning Up" (contiene fragmentos de "Vogue", canción de Madonna)
- "The Loco-Motion"
- "Kids"
- "In My Arms"

#### Acto 7 — Encore/Bis
- "Better the Devil You Know" (contiene elementos de So Now GoodBye)
- "The One" (Freemasons Remix)
- "Love at First Sight"

### Actuaciones adicionales
- Got To Be Certain fue interpretado en a capela el 3 de octubre en Las Vegas, a pedido del público.
- Una versión en a capela de I Should Be So Lucky fue interpretada en una parte del acto Encore el 4 de octubre en Hollywood Bowl de Los Ángeles. El video fan ganador de Speakerphone fue mostrado antes del comienzo del concierto.
- Your Disco Needs You fue interpretada a capela el 7 de octubre en Chicago a pedido de la audiencia, mientras se solucionaban otras dificultades técnicas.
- Your Disco Needs You fue interpretada con banda completa y música ambiental el 9 de octubre en Toronto durante el encore (interpretación adicional), al final de la canción Love At First Sight.
- En vez de cantarse The One, se cantó Your Disco Needs You en el concierto del 12 de octubre en Nueva York.
- Una balada de I Should Be So Lucky fue interpretada, similar a la versión de Intimate and Live Tour, durante los conciertos del 4 de octubre en Hollywood y el 13 en Nueva York, al final del espectáculo.

### Estadísticas
- Temas de Aphrodite (1)
- Temas de X (7)
- Temas de Body Language (2)
- Temas de Fever (5)
- Temas de Light Years (3)
- Temas de Impossible Princess (0)
- Temas de Kylie Minogue (1)
- Temas de Let's Get To It (0)
- Temas de Rhythm Of Love (3)
- Temas de Enjoy Yourself (0)
- Temas de Kylie (1)

- Temas no pertenecientes a algún álbum de estudio: (5)
- Canciones tocadas en la gira anterior KylieX2008: 18

- Regresos:
- Canción más reciente no perteneciente al álbum soporte de la gira: "I Believe In You"
- Canción debut no perteneciente al álbum soporte de la gira: Better Than Today
- Todos los sencillos interpretados de un álbum, no perteneciente al de soporte de la gira: "Fever".

## Fechas de la gira
| Fecha                    | Ciudad      | País           | Lugar                     |
| ------------------------ | ----------- | -------------- | ------------------------- |
| Norteamérica             |             |                |                           |
| 30 de septiembre de 2009 | Oakland     | Estados Unidos | Fox Theater               |
| 1 de octubre de 2009     | Oakland     | Estados Unidos | Fox Theater               |
| 3 de octubre de 2009     | Las Vegas   | Estados Unidos | The Pearl Concert Theater |
| 4 de octubre de 2009     | Los Ángeles | Estados Unidos | Hollywood Bowl            |
| 7 de octubre de 2009     | Chicago     | Estados Unidos | UIC Pavilion              |
| 9 de octubre de 2009     | Toronto     | Canadá         | Air Canada Centre         |
| 11 de octubre de 2009    | Nueva York  | Estados Unidos | Hammerstein Ballroom      |
| 12 de octubre de 2009    | Nueva York  | Estados Unidos | Hammerstein Ballroom      |
| 13 de octubre de 2009    | Nueva York  | Estados Unidos | Hammerstein Ballroom      |

### Taquilla
| Lugar                     | Ciudad      | Entradas vendidas / Disponibilidad | Ingresos   |
| ------------------------- | ----------- | ---------------------------------- | ---------- |
| Fox Oakland Theatre       | Oakland     | 5,280 / 5,592 (94%)                | $401,709   |
| The Pearl Concert Theater | Las Vegas   | 2,394 / 2,394 (100%)               | $222,265   |
| Hollywood Bowl            | Los Ángeles | 8,108 /8,504 (95%)                 | $749,957   |
| UIC Pavilion              | Chicago     | 4,021 / 4,021 (100%)               | $299,536   |
| Air Canada Centre         | Toronto     | 7,679 / 7,837 (98%)                | $568,604   |
| Hammerstein Ballroom      | Nueva York  | 9,650 / 10,100 (95%)               | $853,150   |
|                           | TOTAL       | 37,132 / 38,448 (97%)              | $3,095,221 |

## Grabaciones
DVD
1. " Apertura"
2. " Light Years"
3. " Speakerphone [Techno mix]"
4. " Come Into My World"
5. " In Your Eyes"
6. " Shocked"
7. " What Do I Have to Do?"
8. " Spinning Around"
9. " Better Than Today" [Nueva canción]
10. " Like A Drug"
11. " Can't Get You Out Of My Head" [Contiene de introducción a "Boombox"]
12. " Slow"
13. " 2 Hearts"
14. "Red Blooded Woman"/ "Where The Wild Roses Grow"
15. ""Heart Beat Rock"
16. "Wow"
17. "White Diamond Theme" [Instrumental]
18. "White Diamond" [Versión balada]
19. "Confide in Me"
20. "Burning Up" [Contiene fragmentos de "Vogue", canción de Madonna]
21. "The Loco-Motion"
22. "Kids"
23. "In My Arms"
24. "Better the Devil You Know"
25. "The One" [Freemasons Remix]
26. "Love at First Sight"

## Críticas
El San Francisco Chronicle dio al tour una favorable reseña "Por más de dos décadas, Kylie Minogue ha declinado presentarse en América mientras jugueteaba en estadios alrededor del resto del mundo. Pero al iniciar su primer tour por Estados Unidos en el teatro Oakland's Fox el miércoles, la estrella pop australiana miniatura hizo lo mejor para compensar los años de abandono. "Abróchense sus cinturones de seguridad," dijo, descendiendo de los cielos en lo alto de una calavera metálica que se hizo visible a través de una nube de humo y láseres. "Soy Kylie."
Por las siguientes dos horas, la cantante de 41 años malgastó a sus fanes - muchos de ellos hombres jaspeados de brillo y delirando - con un set a medida de su carrera que cubrió todo desde sus colosales cánticos en grupo en los inicios de los 90 hasta su más reciente línea de suaves éxitos electro-pop tales como "Can't Get You Out of My Head," "Love at First Sight" y "2 Hearts."
Para asegurarse de que no había sentimientos duros, Minogue ofreció una nueva canción llamada "Better Than Today," un estilo musical inspirado en los Scissor Sisters que sin duda que ya ha alcanzado los millones de visitantes en YouTube, más un maquillaje a lo cabaret de "The Loco-Motion," el sencillo suelto que la lanzó la carrera musical de una ex estrella de opereta.
Es imposible describir todo el espectáculo de la experiencia Kylie - en parte una Vegas muy elaborada, en parte una aventura de ciencia ficción, todo carne. Había tigres dorados, lluvias de confeti, jugadores de fútbol americano bañados en diamantes, explosiones digitales y guerreros Troyanos con elaboradas plumas en sus cabezas. Bueno, ¿Por qué no?.
El hecho de que ella lo encaja todo en un lugar relativamente íntimo fue una maravilla hasta sí mismo. El show parecía haber sido diseñado para ser visto desde la Luna, con video proyecciones a gran escala transmitiendo montajes de estudio de películas de Kylie modulando las palabras de las canciones que la verdadera estaba cantando en vivo. El escenario se cubrió con músicos, bailarines y el ocasional ejército de robots. Mientras tanto, su departamento de vestuario parecía dedicarse a que Lady Gaga ondee una bandera blanca.
Además de un par de baladas regulares que sirvieron como recordatorio de que su relativamente fina voz funciona mejor servido con un generoso montón de graves, no hubo grandes traspiés en la noche del debut. Mejor dicho, era un temblor tras otro, especialmente para los fanes que han esperado mucho tiempo por este momento.
Aun Minogue, cuyo plan inicial de conquistar el oeste fue descarrilado por un diagnóstico de cáncer de mama hace tres años, no podría ayudar pero encontrar emociones auténticas entre todo el artificio. Ella mantuvo sus manos sobre su pecho a la vez que miles de voces gritaban su nombre. Son fantásticos - Son todo lo que soñé en estos 20 años de delirio-.
Rolling Stone, el crítico Barry Walters dio una reseña favorable para el concierto de Kylie comparándola con Diana Ross: "Minogue no posee una poderosa voz, pero como Diana Ross, su fraseo exacto pero gozoso la distingue de menores, más autoconsciente, advenedizos. Sin embargo, todo un conjunto que mezcla temas de sus últimos tres álbumes, sencillos de importación y material inédito, su banda y mantas de reverberación. Varias canciones, temprano en la noche, se hacía casi irreconocible.  “Ustedes son lo que he soñado por 20 años,” dijo la princesa del dance-pop Kylie Minogue a la afortunada audiencia que presenció la noche debut de su primer tour por Norteamérica. Como plataforma para una cantante que solo probó brevemente la tendencia de la norteamericana de la fama con la versión cover de “The Loco-Motion” de 1988 y su regreso en 2001 con “Can’t Get You out of My Head,” el show aportó todo lo que su paciente público quería — excepto un satisfactorio mix de sonido. Minogue no tiene potencia vocal, pero como Diana Ross, su precisa y alegre manera de expresarse la aparta de pequeños y tímidos sobresaltos. Aun a lo largo de un set que mezcla canciones de sus últimos tres álbumes, importar sencillos y material inédito, su banda y los mantos de resonancia agobiaron con frecuencia los suspiros del pop perfecto de Minogue. Varias de las canciones presentadas en lo temprano de la noche resultaron casi irreconocibles.
Presentada con una entrada durante “Light Years” encima de una calavera metálica descendiente, el espectáculo de Minogue nunca reblandeció. Su traje plateado de virgen espacial recordó antiguos trajes de Labelle y Barbarella con un casco en el que se podía apreciar un sistema solar de planetas balanceándose alrededor de su extraordinario rostro. Ella desplegó sus brazos, y la audiencia la coreo como si fueran visitados por un visitante muy esperado de un planeta distante. Ocho bailarines cubiertos con cascos la siguieron en una ordenada formación para “Speakerphone” a la vez que las pantallas brillaron proyecciones que variaron a lo largo de la noche de películas surrealistas destacando a la fotogénica estrella hasta el arte de las carteleras de sus numerosos sencillos.
Cuando es necesario, Minogue puede mover su delgada silueta con la agilidad de una bailarina profesional. Aún más remarcable fue su equilibrio: no realizó ningún movimiento innecesario o inhábil, y de a ratos parecía está viajando a una velocidad apenas más lento de lo que la gravedad normalmente permite. A los 41 años, es infinitamente más sexy de lo que era cuando tenía 20. Su gracia es mejorable, aun todo lo más preciso para su misterio.
Digno de su condición de superestrella internacional, el show de Minogue fue superior en iluminación y cambios de vestuario. Ella ostentó una chaqueta elegante y emplumada de color de coral durante "In Your Eyes", que salió para un prolongado medley que comenzó con “Shocked” a la vez que las pantallas se burlaron de una revista de estilo británico I-D; su versión de todo Kylie renombro la publicación K-M. “Se que me tomó un poco más llegar ahí, así que pensé que les daría una primicia,” explicó antes de lanzarse a una nueva y engañosa tonada, “Better Than Today.” Tres bailarinas se tendieron en el suelo para sostener los atriles de los micrófonos pertenecientes a Minogue y sus cantantes de soporte. Estas dos mujeres ostentaron la moda más llamativa de la noche — pelucas de rosa neón usadas como hombreras.
Para la secuencia que comenzó con “Like a Drug,” Minogue reapareció como una elegante marinera — si los marineros en realidad usaron trajes nocturnos recortados. Cánticos de la audiencia elevaron la melodía vocal de “Can’t Get You out of My Head” mientras Minogue sostenía una patente de California que decía, “♥s KYLIE.” Los músicos que tocaban el saxo, la trompeta y el trombón conformaron su cuarteto para transformar “2 Hearts” en un movimiento muy juguetón. Durante “Red Blooded Woman,” se montó en un potro (el aparato de gimnasio), luego se deslizó sobre él y arqueó su espalda sobre la montura en un despliegue simple pero asombrosamente sensual.
Tal y como quedó hecho público durante un medley de "Burning Up” de Minogue y “Vogue” de Madonna, mucho del show Minogue retomó donde lo dejó Madge en la cima de su Blonde Ambition tour, una tarea intentada pero no cumplida completamente por innumerables bien remuneradas sirenas. La diferencia es que Minogue irradia una felicidad que no puede comprarse. Ni siquiera en medio de una coreografía esmerada, su sentido de éxtasis está totalmente en el momento. Cuando una multitud de fanes organizados excepcionalmente envió una ola de cojines Mylar inesperadamente rebotando hacia el escenario durante “Wow,” ella denotó asombro pero sin perder el compás levantó un cojín y lo arrojo alrededor del escenario como si acabara de levantado un tremendo regalo. Se necesita un tipo especial de estrella para acomodar y lograr la mayoría de un efecto especial no planeado, y Minogue es sin mucho esfuerzo, exactamente eso.
Los Angeles Times, el crítico Mikael Wood también estuvo impresionado con el espectáculo: "¿Qué tipo de espectáculo fue el debut de Kylie Minogue, domingo por la noche en el Hollywood Bowl? La clase en la que los bailarines más numerosos, los músicos, los vocalistas, tienen varios cambios de vestuario y el revestimiento de un escenario montado en un cráneo enorme enjoyada como un pequeño batallón de robots futuristas girar debajo de ella.  Bajando, montada en el cráneo, Minogue no se presenta a sí misma como un dictador o una diosa, sino como un auxiliar de vuelo en Air Kylie, para servir a nuestras necesidades con el estilo y la velocidad. Que luego que sí, el zoom a través de casi dos docenas de canciones en menos de dos horas es el deleite vocal de sus fans.  Minogue logró el domingo cuidadosos movimientos en un grado inusual de calor humano, si estaba pisando fuerte en el escenario con sus largas botas o jugueteando con gimnastas en una simulación de escena de ducha ".